# Presunção da inocência
O princípio da presunção da inocência (ou princípio da não-culpabilidade, segundo parte da doutrina jurídica) é um princípio jurídico de ordem constitucional, aplicado ao direito penal, que estabelece o estado de inocência como regra em relação ao acusado da prática de infração penal. 
Sob a presunção de inocência, o ônus legal da prova está, portanto, na acusação, que deve apresentar evidências convincentes ao trier de fato (um  juiz ou um júri). Se a promotoria não provar as cobranças verdadeiras, a pessoa será  absolvida  das acusações. A acusação deve, na maioria dos casos, provar que o acusado é culpado além de uma dúvida razoável. Se houver dúvida razoável, o acusado deve ser absolvido. O sistema oposto é uma presunção de culpa.
Em muitos países e sob muitos sistemas legais, incluindo o direito comum e os sistemas de direito civil (não devem ser confundidos com o outro tipo de direito civil, que lida com questões legais não criminais), a presunção de inocência é um direito legal do acusado em um julgamento criminal. É também um direito humano internacional sob a Declaração Universal dos Direitos Humanos da ONU, artigo 11.

## No Brasil
Está previsto expressamente pelo artigo 5º, inciso LVII, da Constituição Federal, que preceitua que "ninguém será considerado culpado até o trânsito em julgado de sentença penal condenatória". Isso significa dizer que somente após um processo concluído (aquele de cuja decisão condenatória não mais caiba recurso) em que se demonstre a culpabilidade do réu é que o Estado poderá aplicar uma pena ou sanção ao indivíduo condenado.
Em termos jurídicos, esse princípio se desdobra em duas vertentes: como regra de tratamento (no sentido de que o acusado deve ser tratado como inocente durante todo o decorrer do processo, do início ao trânsito em julgado da decisão final) e como regra probatória (no sentido de que o encargo de provar as acusações que pesarem sobre o acusado é inteiramente do acusador, não se admitindo que recaia sobre o indivíduo acusado o ônus de "provar a sua inocência", pois essa é a regra). Trata-se de uma garantia individual, fundamental e inafastável, corolário lógico do Estado Democrático de Direito.
O princípio pode ser encontrado na Digesta, em latim:
Ei incumbit probatio, qui dicit, non qui negat.
O princípio do Estado de Inocência, também conhecido como Presunção de Inocência, ou Presunção da não culpabilidade é consagrado por diversos diplomas internacionais e foi positivado no Direito Brasileiro com a Constituição de 1988. A Declaração Universal dos Direitos Humanos de 1948 em seu artigo XI, 1, dispõe: “Toda pessoa acusada de um ato delituoso tem o direito de ser presumida inocente até que a sua culpabilidade tenha sido provada de acordo com a lei, em julgamento público no qual lhe tenham sido asseguradas todas as garantias necessárias à sua defesa”. A Convenção Americana Sobre os Direitos Humanos, conhecida como Pacto de San José da Costa Rica, em seu artigo 8º, 2, diz: “Toda pessoa acusada de delito tem direito a que se presuma sua inocência enquanto não se comprove legalmente sua culpa”, e a Constituição Federal (CF) no inciso LVII do artigo 5º diz que “ninguém será considerado culpado até o trânsito em julgado de sentença penal condenatória”, portanto vemos que a CF trouxe uma garantia ainda maior ao direito da não culpabilidade, pois o garante até o transito em julgado da sentença penal, e não apenas até quando se comprove a culpa do acusado, como posto   na Declaração Universal e no Pacto de San José da Costa Rica.
Tal direito garante ao acusado todos os meios cabíveis para a sua defesa (ampla defesa), garantindo ao acusado que não será declarado culpado enquanto o processo penal não resultar em sentença que declare sua culpabilidade, e até que essa sentença transite em julgado, o que assegura ao acusado o direito de recorrer. Nas palavras de Renato Brasileiro de Lima, em sua obra Manual de Processo Penal, volume 1 o princípio da Presunção de Inocência:

“Consiste no direito de não ser declarado culpado senão mediante sentença transitada em julgado, ao término do devido processo legal, em que o acusado tenha se utilizado de todos os meios de prova pertinentes para sua defesa (ampla defesa) e para a destruição da credibilidade das provas apresentadas pela acusação (contraditório)”

Renato Brasileiro de Lima, em sua obra Manual de Processo Penal: Volume 1 (2018).
Devido a este princípio incumbe à parte acusadora o dever de comprovar a culpabilidade do acusado, não deixando ensejar nenhuma duvida quanto a ela, pois, em caso de não haver certeza da culpa do acusado não deverá o juiz incriminá-lo. Este é o chamado in dubio pro reo. Assim o acusado deverá comprovar a existência de todos os fatos que alegar, respeitando o devido processo legal. Deve-se sempre utilizar o in dubio pro reo quando houver qualquer dúvida quanto a algum fato relevante para a decisão do processo. Para Renato Brasileiro:

“Não havendo certeza, mas dúvida sobre os fatos em discussão em juízo, inegavelmente é preferível a absolvição de um culpado à condenação de um inocente, pois, em juízo de ponderação, o primeiro erro acaba sendo menos grave que o segundo.”

Renato Brasileiro de Lima, em sua obra Manual de Processo Penal: Volume 1 (2018).
Deve-se salientar que o in dubio pro reo só é valido até o transito em julgado da sentença, pois é até ali que vige o princípio da presunção de inocência. Após o trânsito em julgado, nas ações de revisão criminal incumbe a quem a postula provar a veracidade dos fatos alegados, vigendo nesta situação o in dubio contra reo.
Muito embora não se possa presumir o acusado culpado até que ocorra o transito em julgado da sentença penal condenatória, admite-se restrição à liberdade de um indivíduo antes da sentença condenatória em caráter cautelar, todavia, somente quando estejam presentes os pressupostos legais devidos.
Nos Estados Unidos o acusado tem o direito de se declarar culpado ou inocente antes do julgamento, e se este optar por se declarar inocente e for julgado culpado, o juiz geralmente aumenta a pena do acusado, pois entende-se que o acusado prejudicou a investigação e o julgamento.
Do princípio da presunção de não culpabilidade, se extrai que o réu ou indiciado, em regra, responde ao processo penal em liberdade. A prisão preventiva se dá em caráter de excepcionalidade , tendo que obedecer aos requisitos do artigo 312 do CPP, quais sejam:
“A prisão preventiva poderá ser decretada como garantia da ordem pública, da ordem econômica, por conveniência da instrução criminal, ou para assegurar a aplicação da lei penal, quando houver prova da existência do crime e indício suficiente de autoria.
Parágrafo único. A prisão preventiva também poderá ser decretada em caso de descumprimento de qualquer das obrigações impostas por força de outras medidas cautelares.”
Portanto, podemos concluir que o princípio da presunção de inocência não impede a prisão do acusado antes do trânsito em julgado da sentença penal condenatória, pois existe uma permissão constitucional trazida no artigo 5º, LXI, que diz que “ninguém será preso senão em flagrante delito ou por ordem escrita e fundamentada de autoridade judiciária competente, salvo nos casos de transgressão militar ou crime propriamente militar, definidos em lei”.
Afirmamos então que o acusado só pode permanecer preso antes da sentença penal condenatória nos casos de prisão cautelar. Em tendo havido esta prisão preventiva como medida cautelar, poderá o réu gozar dos benefícios como a progressão de regime e outros incidentes da execução (lei 7210/84, art.2º, parágrafo único).